# 4 x 400 meter stafett för herrar i friidrott vid olympiska sommarspelen 1992
4 x 400 meter stafett för herrar vid olympiska sommarspelen 1992 i Barcelona avgjordes 8 augusti. 

## Medaljörer
| Gren          | Guld                                                                                                  | Guld         | Silver                                                                        | Silver  | Brons | Brons   |
| 4 x 400 meter | USA · Andrew Valmon · Quincy Watts · Michael Johnson · Steve Lewis · Darnell Hall* · Charles Jenkins* | 2.55,74 (VR) | Kuba · Lázaro Martínez · Héctor Herrera · Norberto Téllez · Roberto Hernández | 2.59,51 | Storbritannien · Roger Black · David Grindley · Kriss Akabusi · John Regis · Du'aine Ladejo* · Mark Richardson* | 2.59,73 |

## Resultat

### Final
- Hölls den 8 augusti 1992

| Placering | Nation              | Final                                                                                          | Tid     |
| --------- | ------------------- | ---------------------------------------------------------------------------------------------- | ------- |
|           | USA                 | • Andrew Valmon • Quincy Watts • Michael Johnson • Steve Lewis                                 | 2.55,74 |
|           | Kuba                | • Lázaro Martínez • Héctor Herrera • Norberto Téllez • Roberto Hernández                       | 2.59,51 |
|           | Storbritannien      | • Roger Black • David Grindley • Kriss Akabusi • John Regis                                    | 2.59,73 |
| 4.        | Brasilien           | • Robson da Silva • Ediélson Rocha Tenório • Sergio Matias de Menezes • Sidney Telles de Souza | 3.01,61 |
| 5.        | Nigeria             | • Udeme Ekpeyong • Emmanuel Okoli • Hassan Bosso • Sunday Bada                                 | 3:01,71 |
| 6.        | Italien             | • Alessandro Aimar • Marco Vaccari • Fabio Grossi • Andrea Nuti                                | 3.02,18 |
| 7.        | Trinidad och Tobago | • Alvin Daniel • Patrick Delice • Neil de Silva • Ian Morris                                   | 3.03,31 |
| —         | Kenya               | • Samson Kitur • Abednego Matilu • Simeon Kipkemboi • Simon Kemboi                             | DNF     |

### Försöksheat
| Placering | Nation              | Heat 1                                                                           | Tid          |
| --------- | ------------------- | -------------------------------------------------------------------------------- | ------------ |
| 1.        | Trinidad och Tobago | • Patrick Delice • Alvin Daniel • Neil de Silva • Ian Morris                     | 3.01,05 (NR) |
| 2.        | Storbritannien      | • Mark Richardson • Kriss Akabusi • Roger Black • Du'aine Ladejo                 | 3:01.20      |
| 3.        | Japan               | • Masayoshi Kan • Susumu Takano • Yoshihiko Saito • Takahiro Watanabe            | 3:01.35      |
| 4.        | Frankrike           | • Jean-Louis Rapnouil • Yann Quentrec • Stéphane Caristan • Stéphane Diagana     | 3:04.25      |
| 5.        | Kanada              | • Mark Jackson • Anthony Wilson • Mark Graham • Frederick Williams               | 3:04.69      |
| 6.        | Thailand            | • Athiaporn Koonjartong • Yuthana Thonglek • Sarapong Kumsup • Aktawat Sakulchun | 3:08.00      |
| 7.        | Portugal            | • José Mendes • Pedro Rodrigues • Alvaro Silva • Pedro Curvelo                   | 3:10.11      |
| 8.        | Zaire               | • Ilunga Kafila • Luasa Batungile • Kaleka Mutoke • Shintu Kibambe               | 3:21.91      |

| Placering | Nation                         | Heat 2                                                                          | Tid     |
| --------- | ------------------------------ | ------------------------------------------------------------------------------- | ------- |
| 1.        | Kuba                           | • Lázaro Martínez • Héctor Herrera • Norberto Téllez • Roberto Hernández        | 2.59,13 |
| 2.        | USA                            | • Darnell Hall • Michael Johnson • Charles Jenkins • Quincy Watts               | 2:59.14 |
| 3.        | Kenya                          | • David Kitur • Samson Kitur • Simeon Kipkemboi • Simon Kemboi                  | 2:59.63 |
| 4.        | Nigeria                        | • Udeme Ekpeyong • Emmanuel Okoli • Hassan Bosso • Sunday Bada                  | 3:00.39 |
| 5.        | OSS                            | • Dmitry Kosov • Dmitry Kliger • Dmitry Golovastov • Oleg Tverdochleb           | 3:05.59 |
| 6.        | Mexiko                         | • Raymundo Escalante • Eduardo Nava • Luis Karin Toledo • Juan Vallin Gutierrez | 3:05.75 |
| 7.        | Saint Vincent och Grenadinerna | • Lenford O'Garro • Michael Williams • Eversley Linley • Eswort Coombs          | 3:10.21 |
| —         | Barbados                       | • Seibert Straughn • Roger Jordan • Edsel Chase • Stevon Roberts                | DSQ     |

| Placering | Nation           | Heat 3                                                                                    | Tid     |
| --------- | ---------------- | ----------------------------------------------------------------------------------------- | ------- |
| 1.        | Brasilien        | • Eronilde de Araujo • Ediélson Rocha • Sergio Matias de Menezes • Sidney Telles de Souza | 3.01,38 |
| 2.        | Italien          | • Alessandro Aimar • Marco Vaccari • Fabio Grossi • Andrea Nuti                           | 3:02.09 |
| 3.        | Marocko          | • Abdelali Kasbane • Abdelghani Gouriguer • Bouchaib Belkaid • Benyounes Lahlou           | 3:02.28 |
| 4.        | Spanien          | • Antonio Sánchez Muñoz • Cayetano Cornet • Manuel Moreno Sánchez • Angel de la Heras     | 3:04.60 |
| 5.        | Qatar            | • Sami Jumah • Masoud Khamis • Ibrahim Ismail Muftah • Fareh Ibrahim Ali                  | 3:07.26 |
| 6.        | Papua Nya Guinea | • Baobo Neuendorf • Kaminiel Selot • Selot Bernard • Manana Subul Babo                    | 3:13.35 |
| —         | Tyskland         | • Ralph Pfersich • Rico Lieder • Jörg Vaihinger • Thomas Schönlebe                        | DSQ     |
| —         | Jamaica          | • Dennis Blake • Devon Morris • Howard Davis • Patrick O'Connor                           | DSQ     |